# Phalangium
Phalangium – rodzaj kosarzy z podrzędu Eupnoi i rodziny Phalangiidae, liczący ponad 30 opisanych gatunków.

## Występowanie
Przedstawiciele rodzaju zamieszkują Eurazję oraz Afrykę. Z Polski wykazano jeden gatunek, Phalangium opilio

## Systematyka
Opisano dotąd 34 gatunki kosarzy z tego rodzaju:
| - Phalangium aegyptiacum Savigny, 1816 - Phalangium bilineatum Fabricius, 1779 - Phalangium cancroides Müller, 1776 - Phalangium clavipus Roewer, 1911 - Phalangium conigerum Sørensen, 1912 - Phalangium coronatum Fabricius, 1779 - Phalangium crassum Dufour, 1831 - Phalangium cristatum Olivier, 1791 - Phalangium grossipes Müller, 1776 - Phalangium iberica Schenkel, 1939 - Phalangium incanum C. L. Koch, 1839 - Phalangium licenti Schenkel, 1953 - Phalangium ligusticum (Roewer, 1923) - Phalangium lineola Dufour, 1831 - Phalangium litorale Störm, 1762 - Phalangium lupatum Eichwald, 1830 - Phalangium mamillatum Gervais, 1844 | - Phalangium mesomelas Soerensen, 1910 - Phalangium minutum Meade, 1861 - Phalangium mucronatum Müller, 1776 - Phalangium muscorum Latreille, 1802 - Phalangium opilio Linnaeus, 1761 - Phalangium ortoni Wood, 1869 - Phalangium pallidum Müller, 1776 - Phalangium palmatum Herbst, 1797 - Phalangium punctipes (L. Koch, 1878) - Phalangium pygnogonum Müller, 1776 - Phalangium riedeli Starega, 1973 - Phalangium rubens Hermann, 1804 - Phalangium rudipalpe Gervais, 1849 - Phalangium savignyi Savignyi, 1826 - Phalangium spiniferum Cantor, 1842 - Phalangium targionii (Canestrini, 1871) - Phalangium tricuspidatum Dufour, 1831 - Phalangium uncatum Hermann, 1804 |